# Louis Tirlet
Pour les articles homonymes, voir Tirlet.
Louis Tirlet, né le 14 mars 1771 à Moiremont (Marne), mort le 29 novembre 1841 à Fontaine-en-Dormois (Marne), est un général et député français de la Révolution et de l’Empire.

## Biographie
Il est le fils de Charles Tirlet et de Jeanne Jourdain.
Il épouse Catherine Louise Appoline Perignon, fille non pas du maréchal Catherine-Dominique de Pérignon comme l'affirment certaines biographies, mais de Pierre Perignon et Louise Coudougnan. Il est donc le beau-frère du député de la Marne Pierre Paul Désiré Pérignon.

### De la carrière militaire...
Il part comme volontaire en 1791, combat à Valmy le 20 septembre 1792, puis devint aspirant d'artillerie. Il est incorporé au Régiment de Bouillon puis entre à l'école d'artillerie de Châlons, et est élu par ses camarades capitaine aux canonniers de la Marne. Attaché à l'armée de Sambre-et-Meuse, il dirige en 1794 le service des pontonniers, et est cité à l'ordre du jour et complimenté par Jourdan.
Il prend part au passage du Rhin en 1796, et fait partie de l'expédition d'Égypte où il sert sous les ordres d'Andréossy. Il  se trouve aux côtés de Kléber quand celui-ci fut blessé lors de la Prise d'Alexandrie le 2 juillet 1798 ; il participe à la bataille d'Héliopolis le 20 mars 1800, où il commande l'artillerie de l'aile gauche.
Colonel en 1799 et chef d'état-major de l'artillerie de l'armée d'Orient, il rentre en France avec Menou, et commande en 1801 le 8e régiment d'artillerie à pied et il est promu général de brigade le 29 août 1803. 
Il prend part aux campagnes de 1805 et de 1806, où il commande l'artillerie du 2e corps, et à celle de 1809, à la tête de l'artillerie du 11e corps.
Fait baron de l'Empire le 25 mars 1810, il est envoyé à l'armée d'Espagne, assiste à la bataille des Arapiles le 22 juillet 1812, où ses habiles dispositions arrêtèrent la poursuite des Anglais. Il est promu général de division le 10 janvier 1813. Il commande l'artillerie à Vitoria le 21 juin 1813, et se distingue le 27 février 1814 à la bataille d'Orthez puis à la défense des faubourgs de Toulouse le 10 avril, ce qui lui vaut d'être nommé grand-officier de la Légion d'honneur.
Nommé inspecteur général d'artillerie et commandeur de l'ordre de  Saint-Louis, il est pendant les Cent-Jours à la tête de l'artillerie du 2e corps d'observation, sous les ordres du maréchal Brune et entre en 1818 au comité de l'arme. Lors de l'expdédition d'Espagne en 1823 il est appelé au commandement supérieur de l'artillerie.

### ... à la carrière politique
À son retour, il prend sa retraite militaire et se lance dans une carrière politique. Il est par la suite élu le 24 novembre 1827 député du grand collège de la Marne, par 115 voix, et réélu le 10 juillet 1830 par 214 voix. Il siège parmi les indépendants, ne prend la parole que dans les discussions militaires, et il signe l'Adresse des 221. Réélu ensuite dans le 5e collège de la Marne, Sainte-Menehould, le 5 juillet 1831, par 118 voix, contre 40 pour M. Barrois et le 21 juin 1834, par 131 voix, il prend place dans la majorité et est nommé Pair de France le 3 octobre 1837.
Rapporteur du budget extraordinaire des travaux publics en 1841, il préconise la suppression des petites places de guerre et la création de vastes enceintes fortifiées ou camps retranchés, système qui a été adopté depuis et vulgarisé par le général Brialmont.
Il meurt quelques mois plus tard le 29 novembre 1841, à l'âge de 70 ans.

### Tombeau
« Ici repose Louis, vicomte Tirlet, lieutenant général d'artillerie, ancien député, conseiller général de la Marne, pair de France, grand'croix de la légion d'honneur, commandeur de l'ordre de St Louis, grand-croix des ordres de Charles III d'Espagne et de St Alexandre Newsky de Russie, né à Moiremont, Marne, le 14 mars 1771, décédé à Fontaine-en-Dormois le 29 novembre 1841 ».

### Distinctions
- Il fait partie des 660 personnalités à avoir son nom gravé sous l'Arc de triomphe de l'Étoile. Il apparaît sur la 21e colonne (l’Arc indique TIRLET).
- Grand officier de la Légion d'honneur,
- Commandeur de l'Ordre de Saint-Louis,
- Pair de France,
- Caserne Tirlet à Châlons-sur-Marne